# 基耶尔济
基耶尔济（法語：Quierzy，法語發音：[kjɛʁzi]），亦称瓦兹河畔基耶尔济（Quierzy-sur-Oise，[kjɛʁzi syʁ waz]），是法国上法兰西大区埃纳省的一个市镇，位于该省西部，属于拉昂区。

## 地理
基耶尔济（49°34'17"N, 3°8'39"E）面积8.09 平方千米，位于法国上法蘭西大區埃纳省，该省份为法国北部内陆省份，北起北部省，西接索姆省和瓦兹省，东临阿登省和马恩省，西南至塞纳-马恩省，东北部与比利时接壤。
与基耶尔济接壤的市镇（或旧市镇、城区）包括：布吉尼翁苏库西、卡姆兰、马尼康、马雷当普库尔、阿皮利、布雷蒂尼。
基耶尔济的时区为UTC+01:00、UTC+02:00（夏令时）。

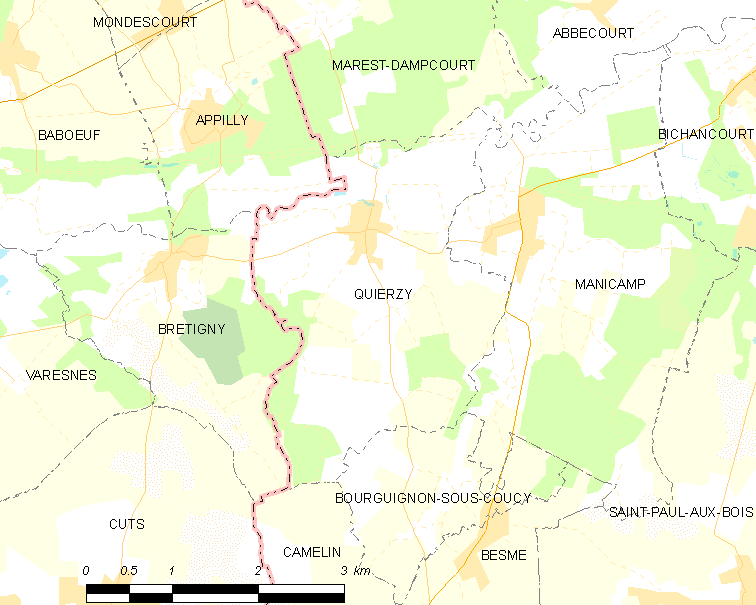
基耶尔济的OSM定位图

## 行政
基耶尔济的邮政编码为02300，INSEE市镇编码为02631。

## 政治
基耶尔济所属的省级选区为埃纳河畔维克县。

## 人口

1962-2008年间基耶尔济人口变化图示

基耶尔济于2022年1月1日时的人口数量为419人。